# Jalen Hawkins
Jalen Hawkins (* 24. Januar 2001 in Regensburg) ist ein US-amerikanisch-deutscher Fußballspieler. Der Flügelspieler stand zuletzt beim SV Waldhof Mannheim unter Vertrag und ist US-amerikanischer Nachwuchsnationalspieler.

## Karriere

### Verein
Hawkins wechselte als C-Jugendlicher vom FC Ingolstadt 04 an den FC Bayern Campus. In seiner letzten B-Jugend-Saison gewann er mit den Münchnern die Bundesliga-Staffel Süd/Südwest und gelangte bis ins Finale der Endrunde um die Meisterschaft, wo man jedoch gegen Borussia Dortmund verlor. Der Flügelspieler war in 27 Partien aktiv gewesen und hatte drei Tore erzielen können. Im Sommer 2018 erfolgte die Rückkehr nach Ingolstadt, wo Hawkins nun für die U19 auflief, in Folge einer Kreuzbandverletzung jedoch große Teile der Saison verpasste.
Im Sommer 2019 stand der Flügelspieler einmal einsatzlos im Spieltagskader der Bayernligamannschaft und wurde von Cheftrainer Jeff Saibene beim 8:1-Landespokalsieg gegen den SV Burgwallbach erstmals bei den Profis eingesetzt; dabei konnte er zwei Tore erzielen. Die Bundesligaspielzeit 2019/20 beendete der US-Amerikaner mit Ingolstadt auf dem 8. Tabellenrang, nachdem sie aufgrund der COVID-19-Pandemie vorzeitig abgebrochen worden war. In 18 Bundesligaspielen konnte er sich 10 Scorerpunkte verdienen. Nachdem er bereits unter Saibenes Nachfolger Tomas Oral mit der ersten Mannschaft ins Wintertrainingslager hatte reisen dürfen, trainierte Hawkins auch nach dem Abbruch der U19-Spielzeit weiter mit den Profis. Beim torlosen Remis gegen den Aufstiegskonkurrenten Eintracht Braunschweig am 33. Drittligaspieltag Mitte Juni 2020 wurde er dann in der Schlussphase aufs Feld geschickt. Bereits im Vorfeld war der Vertrag des Deutschamerikaners bei den Schanzern bis Juni 2022 verlängert worden.
Im Winter 2022 wurde er für den Rest der Saison an den Drittligisten 1. FC Saarbrücken verliehen.
Im Sommer 2023 wechselte er zum SV Waldhof Mannheim. Ein Jahr später wurde sein Vertrag wieder aufgelöst.

### Nationalmannschaft
Hawkins absolvierte bislang drei Länderspiele für Nachwuchsteams der USSF.